# Orthosia cypriaca
Orthosia cypriaca là một loài bướm đêm thuộc họ Noctuidae. Nó là loài đặc hữu của the Israel, Liban, Jordan và Cộng hòa Síp.
Con trưởng thành bay từ tháng 1 đến tháng 3. Có một lứa một năm.
Ấu trùng có thể ăn deciduous trees.